# Temporada 2017 del Campeonato de Galicia de Rally
La temporada 2017 fue la edición 39.º del Campeonato de Galicia de Rally. Estaba compuesta por siete pruebas, comenzando el 10 de febrero en el Rally de La Coruña y finalizando el 29 de octubre en el Rally de San Froilán. El Rally Comarca da Ulloa también estaba programado para el mes de diciembre pero finalmente fue cancelado.

## Calendario
| N.º | Fecha               | Rally                           | Resultados |
| --- | ------------------- | ------------------------------- | ---------- |
| 1   | 10-11 de febrero    | 21.º Rallye de La Coruña        | Resultados |
| 2   | 3-4 de marzo        | 23.º Rally do Cocido            | Resultados |
| 3   | 1 de abril          | 33.º Rally de Noia              | Resultados |
| 4   | 17-18 de junio      | 30.º Rally Cidade de Narón      | Resultados |
| 5   | 7-9 de julio        | 14.º Rally Sur do Condado       | Resultados |
| 6   | 22-24 de septiembre | 6.º Rally Ourense-Ribeira Sacra | Resultados |
| 7   | 27-29 de octubre    | 39.º Rally San Froilán          | Resultados |
| -   | 16-17 de diciembre  | 10.º Rally Comarca da Ulloa     | Cancelado  |

## Clasificación final

### Campeonato de pilotos
| Pos.            | Piloto               | 1 COR | 2 COC | 3 NOI | 4 CDN | 5 SDC | 6 OUR | 7 FRO | Ptos |
| --------------- | -------------------- | ----- | ----- | ----- | ----- | ----- | ----- | ----- | ---- |
| 1.              | Víctor Senra         | 1     | 1     | 1     | 1     |       | 5     | 3     | 1346 |
| 2.              | Alberto Meira        | 4     | 2     | 2     | 3     | 1     | 3     | 2     | 1292 |
| 3.              | Iago Caamaño         | 2     | 3     | 3     | 2     | 2     | 2     | 4     | 1215 |
| 4.              | Jorge Pérez Oliveira | 14    | 10    | 12    | 5     | Ret   | 7     | 13    | 551  |
| 5.              | José Manuel Lista    | 5     | 8     | Ret   | 4     | 4     | 15    | Ret   | 493  |
| 6.              | Tino Iglesias        | 11    | 9     | 14    | 9     | Ret   | 13    | 15    | 438  |
| 7.              | Juan Carlos Simaes   | 50    |       | 62    | 54    | 36    | 72    | 74    | 411  |
| 8.              | Manuel Soto          | 17    | Ret   | 15    | 6     | Ret   | 9     | 11    | 391  |
| 9.              | Iago Silva           | 33    | 4     | 4     | Ret   |       | 8     |       | 390  |
| 10.             | Álvaro Pérez         | 7     | 14    | 9     | 12    | Ret   | 12    | Ret   | 382  |
| No clasificados |                      |       |       |       |       |       |       |       |      |
|                 | Hiroki Arai          |       |       |       |       |       | 1     |       |      |
|                 | Adrián Díaz Pérez    |       |       |       |       |       |       | 1     |      |